# 大西義明
大西 義明（おおにし よしあき、1981年 - ）は、日本の現代音楽の作曲家、指揮者、クラリネット奏者。

## 略歴
1981年生まれ。PMFの作曲コースや武生国際音楽祭、ダルムシュタット夏季現代音楽講習会等で頭角を現した。パシフィック大学、イェール大学で作曲を学んだ後、コロンビア大学で博士号取得。師にはファビアン・レヴィ、トリスタン・ミュライユ、アーロン・ジェイ・カーニスなどが含まれる。多くの演奏家からの支持を受けており、宮田まゆみ、ジャック・カルテット、ネクスト・マッシュルーム・プロモーション、他の団体が彼の作品を手がけている。ガウデアムス大賞2011の受賞者。かつて、桐朋学園大学で准教授だったが、現在は日本を離れている。ほか、コロンビア大学や、ハワイ大学でも講師を務めていた。2023年春学期までミズーリ大学人文学部音楽学校ポスドクのVisiting Assistant Professorである。2023年秋学期からはデラウェア大学の助教である。

## 作風
レヴィやミュライユの影響を受けつつ、反復語法を通じて特殊な微分音が染み出るなどの、音色の技術に最も関心を寄せる作曲家の一人とみなされている。初期は目立たない無時間的かつ平明な作風であったが、次第に弦楽の騒音による荒い表現性に関心を移しつつある。それは、ガウデアムス大賞2011を受けた5重奏でも変わらない。